# Faculdade Salesiana de Macaé
A Faculdade Católica Salesiana de Macaé é uma instituição de ensino superior privada localizada na cidade brasileira de Macaé.

## Trajetória
Inaugurada em 6 de agosto de 2001, a Faculdade Católica Salesiana nasceu com a missão de oferecer aos alunos oriundos do ensino médio a oportunidade de continuarem seus estudos na educação superior. Junto ao Colégio Castelo –  fundado em 27 de julho de 1963 – a Faculdade compõe o Instituto Nossa Senhora da Glória (INSG), uma instituição completa que oferece educação do maternal a pós-graduação. 
São oferecidos os cursos de graduação em Administração, Psicologia, Publicidade e Propaganda, Engenharia de Produção (com ênfase em Engenharia de Instalações no Mar), Engenharia Química, Engenharia da Computação e Engenharia Ambiental, além dos cursos de extensão e pós graduação lato sensu. As aulas são ministradas sempre no período da noite. 
Possuí uma completa estrutura com acessibilidade para portadores de necessidades especiais, salas climatizadas, biblioteca, laboratórios de conhecimento prático, cantina e restaurante internos terceirizados, internet sem fio, quadras de esportes e estacionamento com mais de 180 vagas. 
A Faculdade compõe o, tradicional grupo educacional de Macaé fundando na década de 1960, que oferece desde o ensino básico até o ensino universitário.
É uma instituição sem fins lucrativos, de assistência social e de caráter educativo e cultural, que Integra a sociedade civil e religiosa das Filhas de Maria Auxiliadora.
No dia 01 de março de 2023, a instituição, por meio de nota, anunciou o fim de suas atividades para o dia 31 de julho de 2023. 
A faculdade é composta pelos cursos de:
Ciências humanas:
- Administração
- Psicologia
- Administração
- Publicidade e Propaganda

Ciências exatas:
- Engenharia ambiental e sanitária
- Engenharia da computação
- Engenharia de produção
- Engenharia química

### Pós-graduação
- Descomissionamento de Sistemas de Produção e Revitalização de Ativos
- Psicologia da Saúde
- Psicopedagogia